# Jancsó Antal
Jancsó Antal (Budapest, 1934. október 28. – 2023. március 3.) magyar teniszező, edző.

## Élete
1953-ban a Hunfalvy János Közgazdasági Technikumban érettségizett. 1966-ban a Sportvezető és Edzőképző Intézetben (SEKI) edzői, majd 1980-ban a a Testnevelési Főiskolán tenisz szakedzői diplomát szerzett. 1953 és 1956 között statisztikai gépadat-feldolgozóként dolgozott. 1956 és 1962 között Franciaországban élt.
1947–48-ban a BSE, 1949–50-ben a KASE, 1951 és 1956 között a Petőfi VTSK illetve a Bp. Bástya Tervhivatal teniszezője volt. Edzői Dörner László és Szigeti Ottó voltak.
1953 és 1956 között a válogatott keret, 1953–54-ben a magyar Davis Kupa csapat tagja volt. 1962-től edzőként is dolgozott. 1962 és 1970 között a VTSK, 1970-től a BSE, majd a NIM teniszszakosztályának az edzője volt.

## Sikerei, díjai
- Főiskolai világbajnokság
  - aranyérmes (2): 1954, Budapest (egyes, férfi páros)
  - ezüstérmes: 1954, Budapest (vegyes páros)
- Magyar bajnokság – egyes
  - 3.: 1965
- Magyar bajnokság – férfi páros
  - bajnok: 1956
  - 2. (4): 1953, 1954, 1965, 1966
  - 3.: 1967
- Magyar bajnokság – vegyes páros
  - 2.: 1952